# Monkonosaurus
Monkonosaurus („ještěr z Monkonu“) byl rod stegosaurního ptakopánvého dinosaura, který žil v období svrchní jury až spodní křídy (stupně oxford až alb, asi před 160 až 100 miliony let) na území dnešního Tibetu (oblast Markam). Fosilie byly formálně popsány roku 1986, skutečný vědecký popis však doplnil až paleontolog Dong Zhiming v roce 1990. Holotyp nese označení IVPP V 6975, fosilie v podobě nekompletní kostry bez lebky byly objeveny v souvrství Lura. Monkonosaurus byl středně velký stegosaur, dlouhý asi pět metrů. V současnosti považuje tento taxon většina paleontologů za nomen dubium.